# ديفيد جلين إيسلي
ديفيد جلين إيسلي (بالإنجليزية: David Glen Eisley)‏ هو موسيقي ومغني وكاتب أغاني وممثل أمريكي. ولد في 5 سبتمبر 1952 في لوس أنجلوس.

## روابط خارجية
- ديفيد جلين إيسلي على موقع IMDb (الإنجليزية)
- ديفيد جلين إيسلي على موقع ألو سيني (الفرنسية)
- ديفيد جلين إيسلي على موقع ميوزك برينز (الإنجليزية)
- ديفيد جلين إيسلي على موقع أول موفي (الإنجليزية)
- ديفيد جلين إيسلي على موقع ديسكوغز (الإنجليزية)
- ديفيد جلين إيسلي على موقع قاعدة بيانات الفيلم (الإنجليزية)
- ديفيد جلين إيسلي على موقع كينوبويسك (الروسية)